# Kendrys Morales
Pour les articles homonymes, voir Morales.
Kendrys Morales (né le 20 juin 1983 à Fomento, Cuba) est un ancien joueur de premier but et frappeur désigné de la Ligue majeure de baseball.

## Carrière

### Cuba
International cubain, Kendry Morales évolue en Serie Nacional avec les Leones de Industriales en 2002 et 2003. Champion de Cuba en 2002-2003 avec Industriales, il remporte la Coupe du monde de baseball 2003 avec l'équipe nationale cubaine en octobre 2003.
Morales honore sa dernière sélection avec l'équipe nationale cubaine en novembre 2003 à la suite d'une tentative supposée d'évasion du pays. Radié du baseball cubain au début de l'année 2004, il parvient à fuir Cuba en juin 2004.

### Angels de Los Angeles
Kendry Morales est engagé le 7 avril 2005 comme agent libre amateur par les Angels de Los Angeles d'Anaheim. Il passe une saison en Ligues mineures avant d'effectuer ses débuts en Ligue majeure le 23 mai 2006 avec les Angels. 
Doublure de Mark Teixeira au premier but des Angels en 2008, Morales devient titulaire du poste en 2009. Auteur d'une belle saison 2009 avec une moyenne au bâton de 0,306, 34 coups de circuit et 108 points produits, il termine cinquième du vote désignant le meilleur joueur de l'année en Ligue américaine.
Le 30 juillet 2012, Morales frappe deux coups de circuit dans la sixième manche du match remporté 15-8 par les Angels sur les Rangers du Texas. Frappeur ambidextre, Morales frappe un circuit comme gaucher et un comme droitier, devenant le premier joueur à réussir la chose dans une même manche depuis Mark Bellhorn des Cubs de Chicago le 29 août 2002. Il est le 59e joueur de l'histoire des majeures à claquer deux longues balles dans une même manche et le premier membre des Angels à réussir l'exploit depuis Rick Reichardt le 30 avril 1966. Cependant, il n'est que le troisième à en réussir un de chaque côté du marbre après Carlos Baerga en 1993 et Bellhorn. Morales termine 2012 avec 22 circuits, 73 points produits et une moyenne au bâton de ,273 en 134 parties jouées.

### Mariners de Seattle

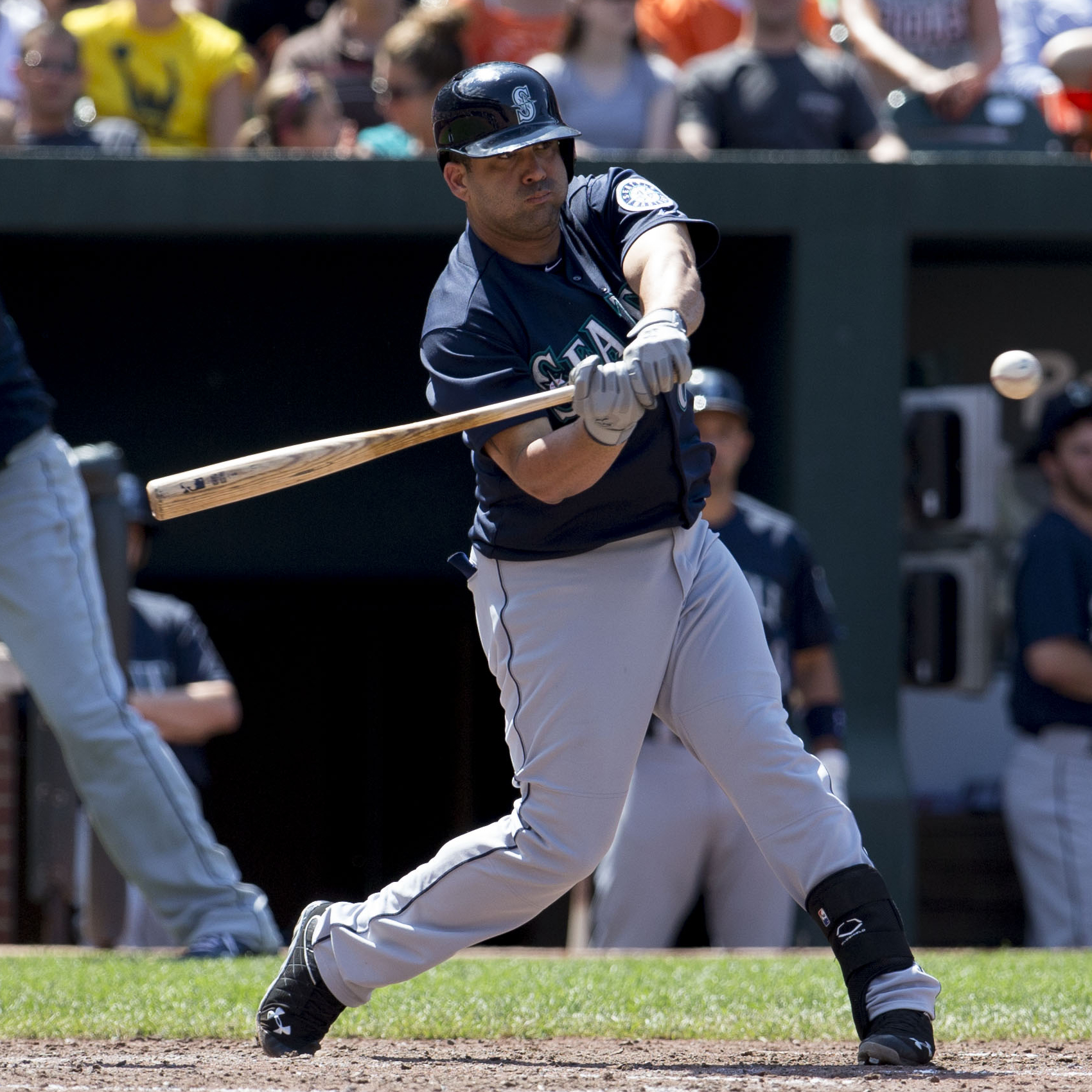
Kendrys Morales en 2013 avec les Mariners de Seattle.

Le 19 décembre 2012, Morales est échangé aux Mariners de Seattle contre le lanceur gaucher Jason Vargas. En 2013, il mène Seattle en offensive avec 80 points produits et une moyenne au bâton de ,277, en plus de frapper 23 circuits

### Twins du Minnesota
Bien que les Mariners aient tenté de garder Morales à Seattle après la saison 2013, le nouvel agent libre rejoint les Twins du Minnesota pour la saison 2014. Blessé au cours des 3 premiers matchs de la saison, il connaît un lent départ à son retour au jeu, avec un circuit, 18 points produits et une moyenne au bâton de ,234 en 39 parties jouées, mais rehausse son jeu à l'approche de la date limite des transactions. 

### Retour à Seattle
Le 24 juillet 2014, une semaine avant le dernier jour possible pour réaliser un échange, les Mariners transigent avec les Twins pour rapatrier Morales. Ils cèdent en retour le lanceur de relève droitier Stephen Pryor. Morales ne frappe que pour ,207 en 59 matchs des Mariners. Il termine sa saison 2014 avec 8 circuits, 42 points produits et une moyenne au bâton de ,218 en 98 parties jouées au total pour Minnesota et Seattle.

### Royals de Kansas City

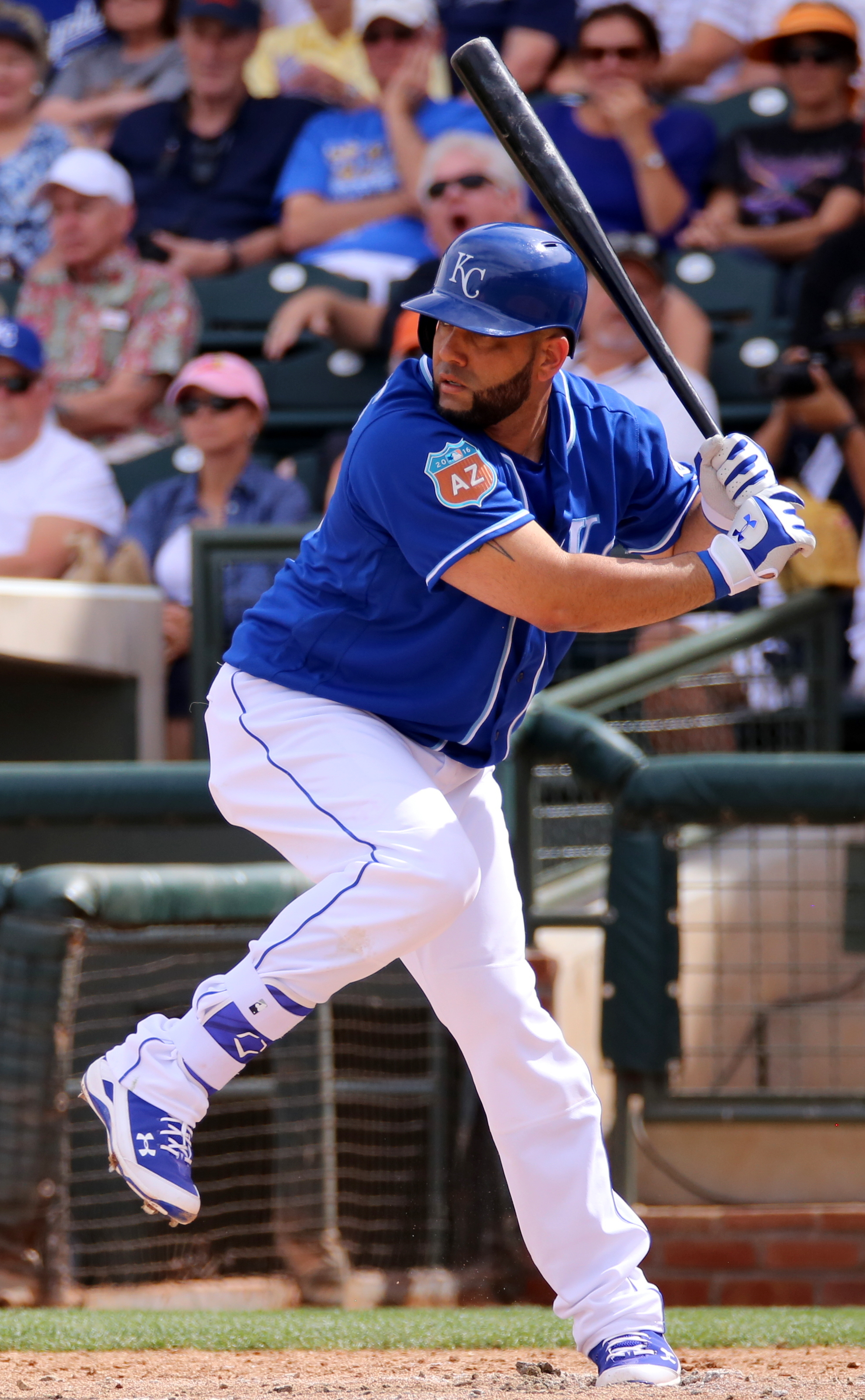
Kendrys Morales en 2016 avec les Royals de Kansas City.

Le 16 décembre 2014, il signe un contrat de deux saisons pour 17 millions de dollars avec les Royals de Kansas City.
Le 20 septembre 2015 face aux Tigers de Détroit, Kendrys Morales bat le record d'équipe des Royals avec un total de buts de 15, un de plus que l'ancien record de 14 par George Brett en 1979, et est le premier Royal à frapper 3 circuits en un match depuis Danny Tartabull en 1991.
Champion de la Série mondiale 2015 avec les Royals, Morales maintient une moyenne au bâton de ,290 en 158 matchs lors de son unique année à Kansas City. Il frappe 22 circuits et compile son second plus haut total de points produits en carrière, soit 106. En éliminatoires, il claque 3 coups de circuit dans les 5 matchs de la Série de divisions face aux Astros de Houston, incluant une claque de 3 points contre Dallas Keuchel en 8e manche du dernier match, qui assène le coup de grâce aux adversaires des Royals. Il frappe 4 circuits et produit 10 points en 16 matchs éliminatoires. Après la saison, il reçoit le Bâton d'argent et le prix Edgar Martínez du meilleur frappeur désigné, et termine 18e du vote annuel désignant le joueur de l'année dans la Ligue américaine.

### Blue Jays de Toronto
Morales joue en 2017 avec les Blue Jays de Toronto.

## Statistiques
| Saison | Équipe    | G   | AB   | R   | H   | 2B | 3B | HR | RBI | SB | BA    |
| ------ | --------- | --- | ---- | --- | --- | -- | -- | -- | --- | -- | ----- |
| 2006   | LA Angels | 57  | 197  | 21  | 46  | 10 | 1  | 5  | 22  | 1  | 0,234 |
| 2007   | LA Angels | 43  | 119  | 12  | 35  | 10 | 0  | 4  | 15  | 0  | 0,294 |
| 2008   | LA Angels | 27  | 61   | 7   | 13  | 2  | 0  | 3  | 8   | 0  | 0,213 |
| 2009   | LA Angels | 152 | 566  | 86  | 173 | 43 | 2  | 34 | 108 | 3  | 0,306 |
| 2010   | LA Angels | 51  | 193  | 29  | 56  | 5  | 0  | 11 | 39  | 0  | 0,290 |
| Totaux | Totaux    | 330 | 1136 | 155 | 323 | 70 | 3  | 57 | 192 | 4  | 0,284 |

| Saison | Équipe    | G  | AB | R | H | 2B | 3B | HR | RBI | SB | BA    |
| ------ | --------- | -- | -- | - | - | -- | -- | -- | --- | -- | ----- |
| 2007   | LA Angels | 3  | 9  | 1 | 1 | 0  | 0  | 0  | 0   | 0  | 0,111 |
| 2008   | LA Angels | 4  | 4  | 0 | 2 | 1  | 0  | 0  | 0   | 0  | 0,500 |
| 2009   | LA Angels | 9  | 34 | 2 | 6 | 0  | 0  | 2  | 7   | 0  | 0,176 |
| Totaux | Totaux    | 16 | 47 | 3 | 9 | 1  | 0  | 2  | 7   | 0  | 0,191 |

Note : G = Matches joués ; AB = Passages au bâton; R = Points ; H = Coups sûrs ; 2B = Doubles ; 3B = Triples ; 
HR = Coup de circuit ; RBI = Points produits ; SB = Buts volés ; BA = Moyenne au bâton.